# Гофман, Август Вильгельм
А́вгуст Вильге́льм фон Го́фман (нем. August Wilhelm von Hofmann; 8 апреля 1818, Гиссен — 5 мая 1892, Берлин) — немецкий химик-органик и педагог. Отец историка Альберта фон Хофмана. Его исследования анилина помогли заложить основу для анилино-красочной промышленности. Гофманом также были открыты формальдегид, бензидин, изонитрилы и аллиловый спирт. Он синтезировал этиламин, диэтиламин, триэтиламин и тетраэтиламин и сравнил их с аммиаком.
Был первым директором Королевского химического колледжа в 1845 году, а затем преподавателем и исследователем в Берлинском университете в 1865 году. Создавая химическую школу в Лондоне и Берлине, направленную на экспериментальную органическую химию и её промышленное применение, Гофман воссоздал стиль лабораторного обучения, установленный Либихом в Гиссене.
Гофман получил несколько значительных наград в области химии, среди которых Королевская медаль (1854), медаль Копли (1875) и Медаль Альберта (1881). Его именем названы: вольтметр Гофмана, перегруппировка Гофмана, перегруппировка Гофмана-Мартиуса, элиминирование по Гофману, реакция Гофмана-Лёфлера.

## Биография и образование
Август Вильгельм Гофман родился 8 апреля 1818 года в Гиссене. Он был сыном Иоганна Филиппа Гофмана, тайного советника и архитектора в провинции в Дармштадте. Будучи молодым, он много путешествовал со своим отцом. Август Вильгельм окончил университет Гиссена в 1836 году.
Сначала он занимался изучением права и филологии в Гиссене . Есть версия, что Гофман заинтересовался химией, когда его отец занялся расширением лабораторий Юстуса Либиха в Гиссене в 1839 году, после чего Август Вильгельм сменил учёбу на занятия химией и учился у Юстуса фон Либиха. Он получил докторскую диссертацию в 1841 году. В 1843 году, после смерти отца, Гофман стал одним из помощников Либиха.
Его связь с Либихом имела не только профессиональный характер. Первая жена Гофмана, Хелен Мольденхауэр, и его третья жена, Элиза Мольденхауэр, были племянницами супруги Либиха, Генриетты Мольденхауэр. По сообщениям, Гофман ухаживал за Элизой после того, как дочь Либиха, Джоанна, отказала ему:44, 318 Его второй женой была Розамонда Уилсон, а последней Берте Тиман. Всего у него было одиннадцать детей.
Август Вильгельм Гофман умер 5 мая 1892 года в городе Берлине и захоронен на Доротеенштадтском кладбище.

## Карьера

### Королевский химический колледж в Лондоне
Как президент Королевского общества в Лондоне, Альберт, принц-консорт королевы Виктории, был полон решимости продвижения научно-технического прогресса в Великобритании. В 1845 году он предложил основать Королевский химический колледж. Принц Альберт обратился за советом к Либиху, который рекомендовал Гофмана в качестве руководителя нового учреждения. Гофман и принц встретились, когда принц Альберт, посетив свою альма-матер в Бонне, обнаружил, что его старые комнаты теперь заняты Гофманом и его химическими принадлежностями. В 1845 году к Гофману обратился сэр Джеймс Кларк, врач королевы Виктории, с предложением о директорстве. При поддержке принца Альберта и финансирования из различных частных источников учреждение открылось в 1845 году и его первым директором Гофман:112.
Финансовое положение нового учреждения было несколько нестабильное. Август Вильгельм принял должность при условии, что он будет назначен экстраординарным профессором в Бонне с двухлетним отпуском, чтобы он мог продолжить свою карьеру в Германии, если пост директора его будет не устраивать. Колледж открылся в 1845 году на 16-й площади Ганновера, где было поначалу 26 учеников, переместившись в более дешёвое помещение на Оксфорд-стрит 299 в 1848 году. Сам Гофман отказался от проживания на Ганновер-сквер, а также от части своей зарплаты. Несмотря на такое начало, институт стал успешным на какое-то время и был международным лидером в разработке анилиновых красителей. Многие из его учеников внесли значительный вклад в химическую историю.
В 1853 году Королевский химический колледж вошёл в состав Государственного департамента науки и искусства в рамках нового горного училища, предоставив ему возможность получить государственное финансирование на более безопасной основе. Однако, со смертью принца Альберта в 1861 году, институт потерял одного из своих самых значительных сторонников. Гофман глубоко чувствовал эту потерю, написав в 1863 году: «Доброта Альберта оказала довольно сильное влияние на мою судьбу. Из года в год я чувствую более глубокую благодарность, которую я ему обязан … по отношению к нему я чувствую, что обязан своими нынешними возможностями». Без поддержки принца британское правительство и промышленность потеряли интерес к науке и технике. Решение Гофмана о возвращении в Германию можно рассматривать как последствие этого упадка, и после его ухода Королевский химический колледж потерял свою значимость.

### Берлинский университет
В 1864 году Гофману было сделано предложение кафедрой химии в Боннском и Берлинском университетах. Не решив, какое предложение принять, Гофман разработал лабораторные здания для обоих университетов, которые позднее были построены. В 1865 году он сменил Эйльхарда Митчерлиха в Берлинском университете в качестве профессора химии и директора химической лаборатории. Он занимал эту должность до своей смерти в 1892 году. После его возвращения в Германию Гофман был главным основателем Немецкого химического общества (Deutsche Chemische Gesellschaft) (1867) и прослужил 14 сроков в качестве президента.

## Вклад в науку
Работа Гофмана охватывала широкий спектр органической химии.
Гофман внес большой вклад в разработку методов органического синтеза, которые появились в лаборатории Либиха в Гиссене. Гофман и Джон Блит впервые использовали термин «синтез» в своей статье «О стироле и некоторых продуктах его разложения», опережая Кольбе в использовании этого термина на несколько месяцев. То, что Блит и Гофман называли «синтезом», позволило им сделать выводы о строении стирола. В последующей работе Д. Ш. Маспрэтта и Гофмана «О толуидине» описаны некоторые из первых «синтетических экспериментов» (synthetische Versuche) в области органической химии. В то время конечной целью таких экспериментов было искусственное производство веществ, встречающихся в природе, которая была практически недостижима. Непосредственной целью этого метода было применение известных реакций на различные материалы для определения продуктов, которые могут быть сформированы. Понимание метода образования вещества было важным шагом в его включение в таксономию веществ. Этот метод стал основой исследовательской программы Гофмана. Он использовал органический синтез в качестве метода исследования, чтобы увеличить химическое понимание продуктов реакции и процессов их образования.

### Угольная смола и анилин
Первые исследования Гофмана, проведенные в лаборатории Либиха в Гиссене, были посвящены изучению органических оснований, содержащихся в каменноугольной смоле. Гофман успешно изолировал кианол и лейкол — основания, ранее сообщенные Фридлибом Фердинандом Рунге, и показал, что кианол был анилином, ранее известным как продукт разложения растительного красителя индиго. В своей первой публикации в 1843 году он продемонстрировал, что различные вещества, которые были идентифицированы в современной химической литературе, полученные из каменноугольной смолы и её производных, были анилином. Среди них были кианол, анилин Карла Юлиуса Фрицше, кристаллин Отто Увервербена и бензидам из Николая Зинина. Большая часть его последующей работы ещё больше развила понимание природных алкалоидов.
Также, Гофман провел аналогию между анилином и аммиаком. Он хотел убедить химиков, что органические основания можно описать в терминах производных аммиака. Гофман успешно превратил аммиак в этиламин, диэтиламин, триэтиламин и тетраэтиламмоний. Он был первым химиком, который синтезировал четвертичные амины. Его метод превращения амида в амин известен как перегруппировка Гофмана.
Хотя первичные, вторичные и третичные амины были стабильными при дистилляции при высоких температурах в щелочной среде, устойчивости четвертичного амина не наблюдалось. Нагревание гидроксида тетраэтиламмония привело к выделению паров триэтиламина. Это стало основой метода преобразования четвертичных аминов в третичные, известного как элиминирование по Гофману. Гофман успешно применил метод к кониину, ядовитому началу болиголова, чтобы получить первую структуру алкалоида. Его метод стал чрезвычайно значимым как инструмент для изучения молекулярных структур алкалоидов и в конечном итоге был применен к морфину, кокаину, атропину и тубокурарину. Кониин стал первым из искусственно синтезированных алкалоидов.
В 1848 году студент Гофмана Чарльз Блакфорд Мэнсфилд разработал метод фракционной перегонки каменноугольной смолы и выделил бензол, ксилол и толуол, что являлось важным шагом к получению продуктов из каменноугольной смолы.
В 1856 году студент Гофмана Уильям Генри Перкин пытался синтезировать хинин в Королевском колледже химии в Лондоне, когда обнаружил первый анилиновый краситель, мовеин. Открытие привело к созданию широкого спектра искусственно созданных красочных текстильных красителей, революционизирующих мир моды. Исследования Гофмана о розанилине, которые он впервые подготовил в 1858 году, стали началом серии исследований по окрашиванию вещества. В 1863 году Гофман показал, что анилиновый синий является производным трифенила розанилина и обнаружил, что в молекулу розанилина можно вводить различные алкильные группы для получения красителей различных пурпурных или фиолетовых цветов, которые стали известны как «фиалки Гофмана». В 1864 году Гофман подтвердил, что пурпурный цвет может быть получен только путем окисления коммерческого анилина, в котором присутствуют о-толуидин и п-толуидин в качестве примесей, а не из чистого анилина. После своего возвращения в Германию Гофман продолжил экспериментировать с красителями, наконец, синтезировав хинолин в 1887 году.
Гофман также проводил разработку методов разделения смесей аминов и получения большого количества «полиаммоний» (диаминов и триаминов, таких как этилендиамин и диэтилендиамин). Он работал с Огюстом Кахором над основаниями фосфора с 1855 по 1857 года. С ним в 1857 году Гофман получил первый алифатический ненасыщенный спирт, аллиловый спирт, C3H5OH.Он также изучил аллилизотиоцианат (горчичное масло) в 1868 году и различные другие изоцианаты и изонитрилы (изоцианиды или карбиламины).
Гофман также разработал метод определения молекулярных масс жидкостей из плотностей паров. В 1859 году Гофман выделил сорбиновую кислоту из масла рябины — химическое соединение, которое широко используется в качестве консерванта для пищевых продуктов.
В 1865 году, вдохновленный Огюстом Лораном, Гофман предложил систематическую номенклатуру углеводородов и их производных. Она была принята Женевским конгрессом с некоторыми изменениями в 1892 году.
В 1871 году Гофман совместно с К. А. Марциусом открыл перегруппировку типа:
C6H5—NH—CH3 -> CH3—C6H4—NH2
Гофман нашёл способ образования первичных аминов из амидов кислот действием на них брома и щёлочи (1881).

### Молекулярные модели
Гофман впервые применил молекулярные модели в органической химии, после введения в августе 1885 года теории химического строения Кекуле и печатных структурных формул Александра Крама Брауна в 1861 году. В пятницу вечером в лондонском королевском институте 7 апреля 1865 года он показал молекулярные модели простых органических веществ, таких как метан, этан и метилхлорид, которые он построил из разноцветных настольных крокетных шариков, соединённых вместе с тонкими латунными трубками. Исходная цветовая схема Гофмана (углерод — чёрный, водород — белый, азот — синий, кислород — красный, хлор — зелёный и сера — жёлтый) используется в цветовой схеме CPK по сей день. После 1874 года, когда Вант-Гофф и Ле Бель независимо предположили, что органические молекулы могут быть трехмерными, молекулярные модели начали принимать их современный вид.

### Вольтметр Гофмана
Вольтметром Гофмана является устройство для электролиза воды, изобретенное Августом Вильгельмом фон Гофманом в 1866 году. Он состоит из трёх соединённых в вертикальном положении, как правило, стеклянных цилиндров. Внутренний цилиндр открыт сверху, чтобы добавлять воду и ионное соединение для улучшения проводимости, например, серную кислоту. Платиновые электроды размещены внутри нижней части каждого из двух боковых цилиндров, подключенных к положительной и отрицательной клеммам источника тока. Когда ток проходит через вольтметр, происходит выделение газообразного кислорода на аноде и газообразного водорода на катоде. Газ вытесняет воду и собирается в верхней части каждого из цилиндров.

## Публикации
Гофман знал много языков и хорошо на них излагался, в частности о его работе над угольной смолой и её производными. В 1865 году Гофман опубликовал «Введение в современную химию», где обобщил теорию типов и новые идеи о химической структуре. Теория типов смоделировала четыре неорганические молекулы: водород, хлористый водород, воду и аммиак, и использовала их в качестве основы для систематизации и классификации как органических, так и неорганических соединений путем изучения замещения одного или нескольких атомов водорода на эквивалентный атом или группу. Исследование самого Гофмана было сосредоточено на исследовании аммиака, но в своей книге он обсудил все четыре модели. В ней он также впервые ввел термин валентность вместо его более длинного варианта поливалентность для описания объединительной способности атома. Его учебник сильно повлиял на другие учебники как в Европе, так и в Соединённых Штатах.
В дополнение к своим научным работам Гофман писал биографические заметки и эссе по истории химии, в том числе и по исследованиям Либиха.

## Награды и почести
Гофман был избран членом Королевского общества в 1851 году. В 1854 году был награждён Королевской медалью и медалью Копли в 1875 году. В свой 70-летний юбилей, в 1888 году, он был облагорожен, позволив ему добавить префикс «фон» до своей фамилии.
В 1900 году Германское химическое общество построило «Гофман-Хаус» в Берлине и в 1902 году учредило Золотую медаль Августа Вильгельма фон Гофмана, которая присуждалась за выдающиеся достижения в химии. Первыми награжденными были сэр Уильям Рамзай из Англии и профессор Анри Муассан из Парижа.